# Copa CECAFA
La Copa CECAFA (ahora llamada Copa Desafío CECAFA) es el torneo de fútbol de naciones más antiguo que se disputa en África. Es un torneo organizado por el Consejo de Asociaciones de Fútbol para el Este y Centro de África (CECAFA), e incluye los equipos nacionales de África central y oriental (Kenia, Uganda, Tanzania, Sudán, Sudán del Sur, Etiopía, Eritrea, Zanzíbar, Somalia, Ruanda, Burundi y Yibuti). 
Entre 2005 y 2006 el torneo fue patrocinado por el billonario etíope/saudí, el jeque Mahoma Al Amoundi, y se modificó el nombre por la Al Amoudi Senior Challenge Cup.
La Copa CECAFA es el torneo que sucede a la Copa Gossage, se celebró 38 veces desde 1926 hasta 1966, y luego pasó a llamarse la Copa Senior Challenge para el Este y Centro de África, que se celebró 5 veces entre los años 1967 y 1971. Incluye también, dos torneos juveniles, la Copa CECAFA Sub-20 y la Copa CECAFA Sub-17.
En agosto de 2012, CECAFA firmó un acuerdo de patrocinio por el valor de 450.000 dólares estadounidenses con East African Breweries para cambiar el nombre de la copa a CECAFA Tusker Challenge Cup.

## Orígenes
La Copa Gossage fue el torneo predecesor de la Copa CECAFA, que se disputó entre Kenia, Uganda, Tanganica y Zanzíbar. Tanganica participó desde el año 1945 y Zanzíbar desde el año 1949. Este fue patrocinado por el fabricante de jabones William Gossage, de allí su nombre.

## Palmarés
| Año          | Sede       | Campeón    | Final Resultado    | Subcampeón          | Tercer lugar        | Resultado           | Cuarto lugar        |
| ------------ | ---------- | ---------- | ------------------ | ------------------- | ------------------- | ------------------- | ------------------- |
| 1973 Detalle | Uganda     | Uganda     | 2 - 1              | Tanzania            | y Kenia y Zambia    | y Kenia y Zambia    | y Kenia y Zambia    |
| 1974 Detalle | Tanzania   | Tanzania   | 1 - 1 (5-3 pen.)   | Uganda              | y Zanzíbar y Zambia | y Zanzíbar y Zambia | y Zanzíbar y Zambia |
| 1975 Detalle | Zambia     | Kenia      | 0 - 0 (5-4 pen.)   | Malaui              | y Tanzania y Uganda | y Tanzania y Uganda | y Tanzania y Uganda |
| 1976 Detalle | Zanzíbar   | Uganda     | 2 - 0              | Zambia              | y Kenia y Malaui    | y Kenia y Malaui    | y Kenia y Malaui    |
| 1977 Detalle | Somalia    | Uganda     | 0 - 0 (5-3 pen.)   | Zambia              | Malaui              | 2 - 1               | Kenia               |
| 1978 Detalle | Malaui     | Malaui     | 3 - 2              | Zambia              | Kenia               | 2 - 0               | Uganda              |
| 1979 Detalle | Kenia      | Malaui     | 3 - 2              | Kenia               | Tanzania            | 2 - 1               | Zanzíbar            |
| 1980 Detalle | Sudán      | Sudán      | 1 - 0              | Tanzania            | Malaui              | 1 - 0               | Zambia              |
| 1981 Detalle | Tanzania   | Kenia      | 1 - 0              | Tanzania            | Zambia              | 1 - 0               | Uganda              |
| 1982 Detalle | Uganda     | Kenia      | 1 - 1 (5-3 pen.)   | Uganda              | Zimbabue            | 3 - 0               | Zanzíbar            |
| 1983 Detalle | Kenia      | Kenia      | 1 - 0              | Zimbabue            | Uganda              | 2 - 1               | Malaui              |
| 1984 Detalle | Uganda     | Zambia     | 0 - 0 (3-0 pen.)   | Malaui              | Uganda              | 3 - 1               | Kenia               |
| 1985 Detalle | Zimbabue   | Zimbabue   | 2 - 0              | Kenia               | Malaui              | 3 - 1               | Uganda              |
| 1987 Detalle | Etiopía    | Etiopía    | 1 - 1 (4-3 pen.)   | Zimbabue            | Uganda              | 2 - 0               | Zanzíbar            |
| 1988 Detalle | Malaui     | Malaui     | 3 - 1              | Zambia              | Kenia               | 0 - 0 (3-2 pen.)    | Zimbabue            |
| 1989 Detalle | Kenia      | Uganda     | 3 - 3 (2-1 pen.)   | Malaui              | Kenia               | 1 - 0               | Zambia              |
| 1990 Detalle | Zanzíbar   | Uganda     | 2 - 0              | Sudán               | Tanzania            | 2 - 1               | Zanzíbar            |
| 1991 Detalle | Uganda     | Zambia     | 2 - 0              | Kenia               | Uganda              | 3 - 1               | Sudán               |
| 1992 Detalle | Tanzania   | Uganda     | 1 - 0              | Tanzania 'b'        | Zambia              | 4 - 0               | Malaui              |
| 1994 Detalle | Kenia      | Tanzania   | 2 - 2 (4-3 pen.)   | Uganda              | Kenia               | 1 - 0               | Eritrea             |
| 1995 Detalle | Uganda     | Zanzíbar   | 1 - 0              | Uganda 'b'          | Kenia               | 2 - 1               | Etiopía             |
| 1996 Detalle | Sudán      | Uganda     | 1 - 0              | Sudán 'b'           | Sudán               | 1 - 1 (5-4 pen.)    | Kenia               |
| 1999 Detalle | Ruanda     | Ruanda 'b' | 3 - 1              | Kenia               | Ruanda              | 0 - 0 (3-2 pen.)    | Burundi             |
| 2000 Detalle | Uganda     | Uganda     | 2 - 0              | Uganda 'b'          | Etiopía             | 1 - 1 (4-2 pen.)    | Ruanda              |
| 2001 Detalle | Ruanda     | Etiopía    | 2 - 1              | Kenia               | Ruanda              | 1 - 1 (5-3 pen.)    | Ruanda 'b'          |
| 2002 Detalle | Tanzania   | Kenia      | 3 - 2              | Tanzania            | Ruanda              | 2 - 1               | Uganda              |
| 2003 Detalle | Sudán      | Uganda     | 2 - 0              | Ruanda              | Kenia               | 2 - 1               | Sudán               |
| 2004 Detalle | Etiopía    | Etiopía    | 3 - 0              | Burundi             | Sudán               | 2 - 1               | Kenia               |
| 2005 Detalle | Ruanda     | Etiopía    | 1 - 0              | Ruanda              | Zanzíbar            | 0 - 0 (5-4 pen.)    | Uganda              |
| 2006 Detalle | Etiopía    | Zambia     | 0 - 0 (11-10 pen.) | Sudán               | Ruanda              | 0 - 0 (4-2 pen.)    | Uganda              |
| 2007 Detalle | Tanzania   | Sudán      | 2 - 2 (4-2 pen.)   | Ruanda              | Uganda              | 2 - 0               | Burundi             |
| 2008 Detalle | Uganda     | Uganda     | 1 - 0              | Kenia               | Tanzania            | 3 - 2               | Burundi             |
| 2009 Detalle | Kenia      | Uganda     | 2 - 0              | Ruanda              | Zanzíbar            | 1 - 0               | Tanzania            |
| 2010 Detalle | Tanzania   | Tanzania   | 1 - 0              | Costa de Marfil 'b' | Uganda              | 4 - 3               | Etiopía             |
| 2011 Detalle | Tanzania   | Uganda     | 2 - 2 (3-2 pen.)   | Ruanda              | Sudán               | 1 - 0               | Tanzania            |
| 2012 Detalle | Uganda     | Uganda     | 2 - 1              | Kenia               | Zanzíbar            | 1 - 1 (6-5 pen.)    | Tanzania            |
| 2013 Detalle | Kenia      | Kenia      | 2 - 0              | Sudán               | Zambia              | 1 - 1 (6-5 pen.)    | Tanzania            |
| 2014 Detalle | Cancelada1 | Cancelada1 | Cancelada1         | Cancelada1          | Cancelada1          | Cancelada1          | Cancelada1          |
| 2015 Detalle | Etiopía    | Uganda     | 1 - 0              | Ruanda              | Etiopía             | 1 - 1 (5-4 pen.)    | Sudán               |
| 2016 Detalle | Cancelada2 | Cancelada2 | Cancelada2         | Cancelada2          | Cancelada2          | Cancelada2          | Cancelada2          |
| 2017 Detalle | Kenia      | Kenia      | 2 - 2 (3-2 pen.)   | Zanzíbar            | Uganda              | 2 - 1               | Burundi             |
| 2018         | Cancelada3 | Cancelada3 | Cancelada3         | Cancelada3          | Cancelada3          | Cancelada3          | Cancelada3          |
| 2019 Detalle | Uganda     | Uganda     | 3 - 0              | Eritrea             | Kenia               | 2 - 1               | Tanzania            |
| 2021 Detalle | Etiopía    | Tanzania   | 0 - 0 (6-5 pen.)   | Burundi             | Sudán del Sur       | 1 - 0               | Kenia               |

1- El torneo originalmente se iba a realizar en Etiopía, pero decidieron no organizar el torneo por problemas nacionales e internacionales, y la CECAFA decidió que Sudán tomaría su lugar como anfitrión, pero ninguno de los 12 miembros de la CECAFA mostró interés en participar en el torneo, por lo que la CECAFA canceló el torneo.
2- En septiembre la CECAFA determinó que el torneo se iba a realizar en Kenia debido a que la CECAFA rechazó la solicitud de Sudán para organizar el torneo. En noviembre Kenia anunció que el país no estaba listo para organizar el evento y las autoridades de la región intentaron convencer a Sudán de organizarlo, pero en el mes de diciembre la CECAFA determinó que la Copa CECAFA quedaba cancelada en su edición de 2016.
3- El torneo originalmente se iba a jugar en Zanzíbar, pero rechazaron la organización del evento. Más tarde se eligió a Kenia como país organizador, pero también rechazaron la propuesta, por lo que el torneo fue cancelado por la ausencia de un país organizador.

## Títulos por nación
| Selección         | 1º | 2º | 3º | 4º | Apariciones | Última aparición |
| ----------------- | -- | -- | -- | -- | ----------- | ---------------- |
| Uganda            | 15 | 5  | 8  | 6  | 39          | 2021             |
| Kenia             | 7  | 7  | 9  | 5  | 38          | 2021             |
| Tanzania          | 4  | 5  | 4  | 5  | 37          | 2021             |
| Etiopía           | 4  | –  | 2  | 2  | 26          | 2021             |
| Zambia            | 3  | 4  | 5  | 2  | 21          | 2013             |
| Malaui            | 3  | 3  | 4  | 2  | 21          | 2012             |
| Sudán             | 2  | 4  | 3  | 3  | 26          | 2019             |
| Ruanda            | 1  | 6  | 4  | 2  | 23          | 2017             |
| Zimbabue          | 1  | 2  | 1  | 1  | 11          | 2011             |
| Zanzíbar          | 1  | 1  | 4  | 4  | 35          | 2019             |
| Burundi           | –  | 2  | –  | 4  | 15          | 2021             |
| Eritrea           | –  | 1  | –  | 1  | 11          | 2021             |
| Costa de Marfil B | –  | 1  | –  | –  | 1           | 2010             |
| Sudán del Sur     | –  | –  | 1  | –  | 5           | 2021             |
| Somalia           | –  | –  | –  | –  | 25          | 2019             |
| Yibuti            | –  | –  | –  | –  | 12          | 2021             |
| Kenia B           | –  | –  | –  | –  | 2           | 1994             |
| Libia             | –  | –  | –  | –  | 1           | 2017             |
| Seychelles        | –  | –  | –  | –  | 2           | 1994             |
| RD Congo          | –  | –  | –  | –  | 1           | 2021             |